# شبه القلوية البشرية
شبه القلوية البشرية (الاسم العلمي: Paenalcaligenes hominis) هي نوع من البكتيريا، سلبية الغرام، تتبع الشبه القلويات.